# Rafael Ángel Calderón Fournier
Rafael Ángel Calderón Fournier (Diriamba, 14 de marzo de 1949) es un abogado, empresario y político costarricense. Diputado de la Asamblea Legislativa de 1974 a 1978, ministro de Relaciones Exteriores de 1978 a 1980 y 41.º Presidente de la República de Costa Rica de 1990 a 1994 mediante el Partido Unidad Social Cristiana. 
Hijo del caudillo político y reformador social Rafael Calderón Guardia quien fue presidente de 1940 a 1944 y nieto del senador Rafael Calderón Muñoz quien fue vicepresidente del mismo período, pertenece a la destacable dinastía política Calderón. 
Calderón fue candidato presidencial en tres ocasiones; 1982, 1986 y 1990 resultando vencedor en la tercera. En 2005 fueron levantados en su contra cargos de peculado y enriquecimiento ilícito por el Caso Caja-Fischel por los cuales fue condenado a cinco años de prisión el 5 de octubre de 2009.

## Nacimiento y vida familiar
Hijo de Rafael Calderón Guardia y su segunda esposa María Rosario Fournier Mora. Su padre fue presidente de la República de Costa Rica y promovió una serie de medidas muy controversiales como lo fueron las Garantías Sociales, la fundación de la Caja Costarricense de Seguro Social, el Código de Trabajo y la Universidad de Costa Rica Mismas que, sumadas a acusaciones de fraude electoral, autoritarismo y persecución de minorías étnicas y disidentes políticos por parte de la oposición, provocaron amplias tensiones sociales en el país que finalizaron en una sublevación. 
Calderón Fournier nace en Diriamba, Nicaragua, el 14 de marzo de 1949 durante el exilio de sus padres que escaparon de Costa Rica después de que el calderonismo resultó derrotado en la Guerra Civil de 1948 por las fuerzas del Ejército de Liberación Nacional lideradas por José Figueres. Calderón Fournier es costarricense por nacimiento, ya que la Constitución costarricense prevé que los hijos de padre o madre costarricenses nacidos en el extranjero son costarricenses por nacimiento.
Calderón Fournier está casado con la señora Gloria Bejarano Almada, con quien procreó cuatro hijos, Rafael, Gloria, María Gabriela y Marco Antonio. Tienen a su vez ocho nietos: Alex, Gloria, Tomás, Felipe, Rafael, Karolina, Luciana y Fernando.

## Estudios
Calderón cursó sus estudios primarios y parte de los secundarios en el Colegio México dirigido por los Hermanos Maristas. 
Calderón Fournier regresó a Costa Rica en 1958, a los 9 años de edad. En ese año se produjo el triunfo electoral de Mario Echandi Jiménez, quien permitió el fin de exilio político de Calderón Guardia y su inmediato retorno.
Llevó a cabo sus estudios secundarios en el Colegio La Salle de San José, Costa Rica. Estudió derecho en la Universidad de Costa Rica.

## Vida política

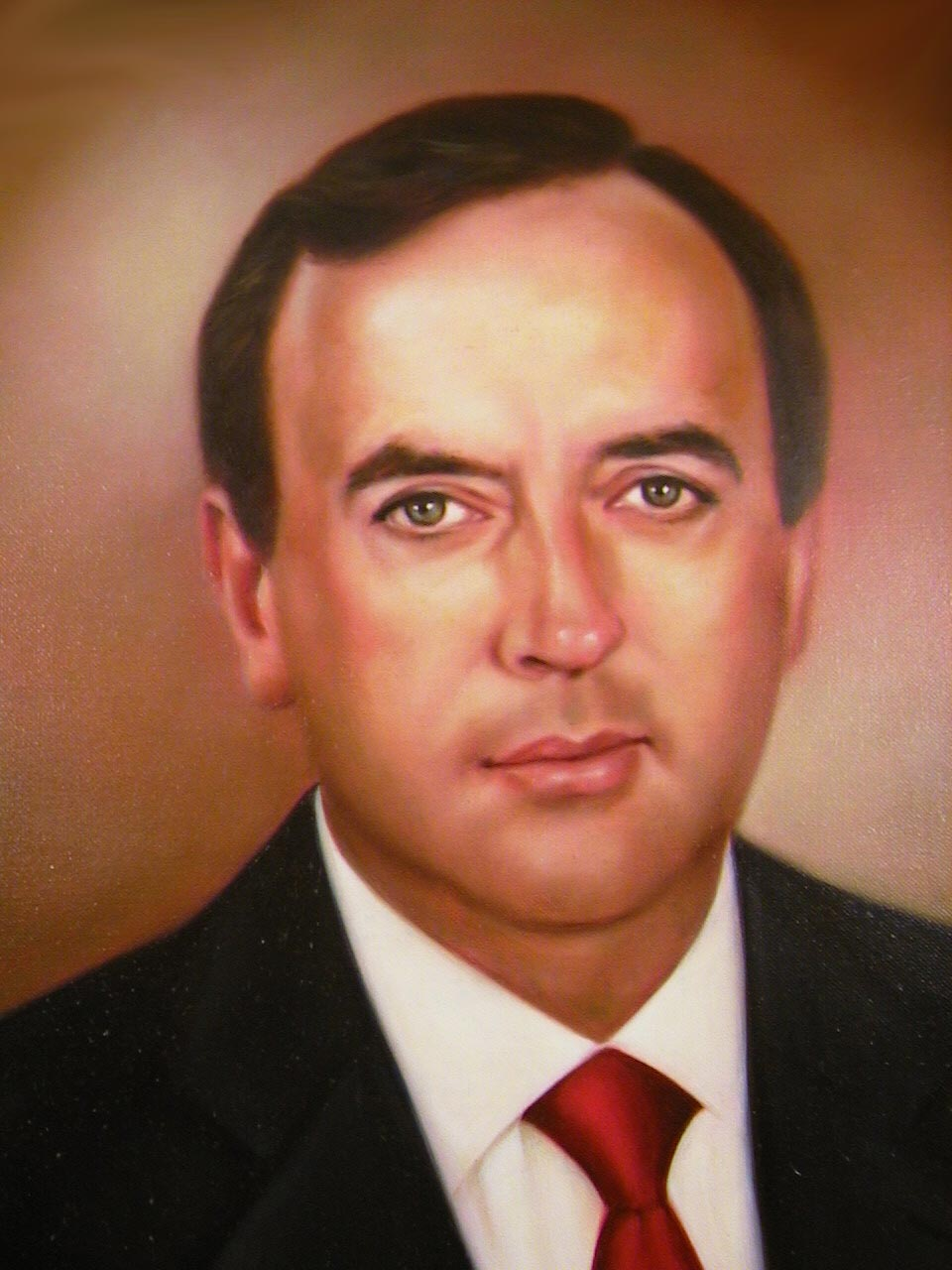

Calderón Fournier fue elegido como secretario de asuntos de segunda enseñanza del Partido Unificación Nacional (PUN). A los 20 años fue elegido presidente de la Juventud del PUN. Poco después del fallecimiento de su padre, en 1970, fue nombrado miembro de la junta directiva de la Caja Costarricense del Seguro Social. Como parte de sus actividades participó en la redacción del nuevo reglamento del régimen de pensiones por invalidez, vejez y muerte.
Fue elegido diputado del Partido Unificación Nacional (PUN), a la Asamblea Legislativa de Costa Rica para las elecciones de 1974 y por dos legislaturas consecutivas ocupó el cargo de presidente de la Comisión de Asuntos Sociales. Entre otros proyectos de ley relevantes, esa comisión aprobó, bajo su presidencia, la Ley de Desarrollo Social y Asignaciones Familiares, que creó, por iniciativa de Calderón Fournier, el Régimen de Pensiones no Contributivo, que hoy cubre a más de cien mil ancianos.[cita requerida]
En 1975, Calderón Fournier abandonó el PUN y en 1976 fundó el Partido Republicano Calderonista, que se integra en una coalición de partidos Coalición Unidad que lleva a la presidencia a Rodrigo Carazo Odio. Este lo nombra ministro de relaciones exteriores en 1978. En el desempeño de ese cargo, Calderón Fournier impulsó y promovió acuerdos internacionales, que condujeron a la instalación de la Corte Interamericana de Derechos Humanos en Costa Rica y la creación del Instituto Interamericano de Derechos Humanos.[cita requerida] Asimismo, logró que se aprobara el estatuto de la Corte Interamericana de Derechos Humanos, en la Asamblea General de la Organización de los Estados Americanos.[cita requerida] En 1979 presidió varias sesiones de la Asamblea General de la OEA, en Bolivia. En 1980 renuncia a su cargo para asumir, con solo 31 años, la candidatura a la Presidencia de la República.
En 1980 lanza su precandidatura dentro de la Coalición Unidad. Calderón obtuvo la candidatura a Presidencia de la República por la Coalición Unidad, al derrotar a Rodolfo Méndez Mata con más del 90% de los votos emitidos.  Para estos comicios la imagen de la Unidad como fuerza política de gobierno se encuentra muy golpeada por la impopularidad de la administración Carazo. Calderón se enfoca no tanto en ganar la presidencia, sino en mantener viva la Coalición y no perder las bases populares que la sostienen. En las elecciones de febrero de 1982, Calderón fue derrotado por Luis Alberto Monge del Partido Liberación Nacional, como se esperaba, aunque el que lograra mantenerse como segundo lugar y primera fuerza de oposición fue visto como un triunfo. La Coalición Unidad obtuvo 33% de los votos y eligió 18 diputados, de una total de 57 que integraron la Asamblea Legislativa de 1982 a 1986. A partir de ese momento Calderón se convertiría en el principal caudillo de las bases calderonistas que eran el principal sostén de la oposición al Partido Liberación Nacional.
Calderón fue elegido como candidato del recién fundado Partido Unidad Social Cristiana (del que también fue primer presidente) para las elecciones presidenciales de febrero de 1986, en las que fue elegido el liberacionista Óscar Arias Sánchez, sin embargo su caudal electoral aumentó considerablemente, lo que permitió su consolidación como líder de la oposición al PLN.
En 1990 Calderón Fournier derrotó a Miguel Ángel Rodríguez en las elecciones internas del PUSC y obtuvo la candidatura a la presidencia de Costa Rica. El 4 de febrero de 1990 Calderón Fournier derrota a Carlos Castillo Morales, del Partido Liberación Nacional y es elegido Presidente de la República. Logra la mayoría simple en la Asamblea Legislativa con 29 diputados, así como la mayoría en las Municipalidades del país.

## Presidencia (1990-1994)

### Política económica y social
Durante su gobierno Calderón aplicó diversas medidas de austeridad prescritas por el Fondo Monetario Internacional que incluían; reducción de la planilla pública, aumento en tarifas públicas e impuestos, restricciones al crédito bancario y recortes en ayudas sociales especialmente en vivienda, aun habiendo prometido en campaña el realizar programas asistencialistas. Todo lo cual generó protestas sociales especialmente por parte de sindicatos y grupos de izquierda. Suscribió también tratados de libre comercio con Panamá y México.
Durante su gobierno y ante la subida de los precios del petróleo que afectaban las exportaciones que eran la principal fuente de ingresos del país, Calderón fomentó al sector agroexportador y turístico (este último se convertiría así en la primera actividad económica del país) posicionando al país como destino de turismo ecológico. Estas políticas resultaron exitosas pues la economía creció en un 7%, cuando durante la administración previa de Óscar Arias Sánchez sólo lo hizo un 1%.
Crea el Consejo Laboral con representación del gobierno, los sindicatos y los patronos y lanza un Plan Nacional contra la Pobreza. También inicia una política por reducir el déficit fiscal que se había disparado durante la administración Arias Sánchez.

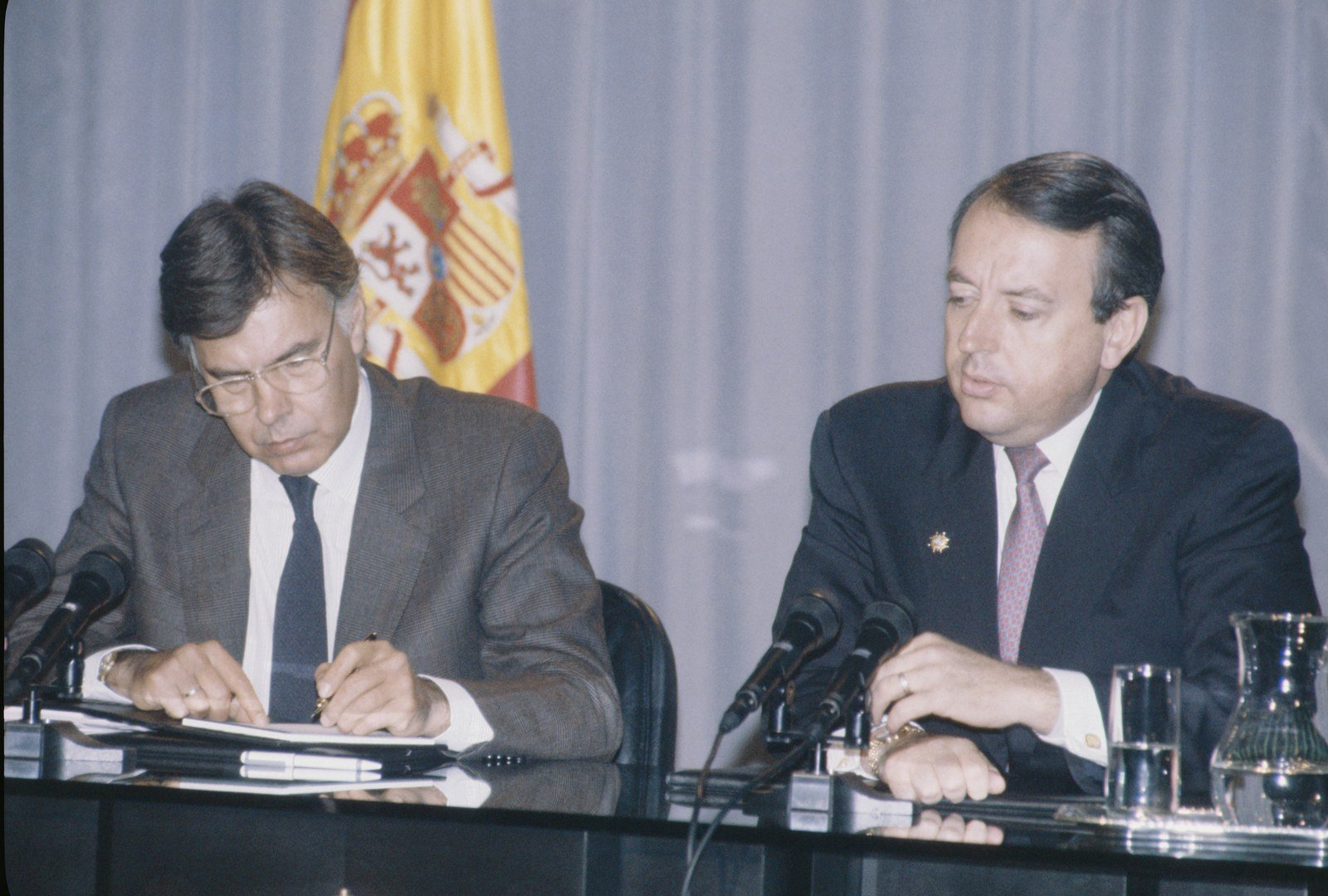
Fotografiado en La Moncloa junto con Felipe González (enero de 1993)

Algunas de estas reformas son vistas como contrarias a la liberalización fomentada por ciertos grupos y causa la renuncia de su ministro de Economía Thelmo Vargas.

### Política internacional
Siendo candidato en 1986 Calderón había prometido una política dura hacia la Nicaragua sandinista. Su gobierno sería aliado incondicional de Washington y cercano a la administración republicana de George Bush. Calderón se proclamó antisandinista y adhirió al país a la estrategia estadounidense de combate internacional al socialismo.

## Tras la presidencia
El 25 de abril de 1995 como presidente del PUSC (entonces primera fuerza de oposición) suscribe el polémico Pacto Figueres-Calderón con el entonces presidente José María Figueres del PLN. Acuerdo que provocaría amplias críticas de múltiples sectores al ser visto como la quintaesencia del bipartidismo. Además de que el pacto incluyó el apoyo en sede legislativa de varios proyectos ampliamente impopulares como el Tercer Plan de Ajuste Estructural y la reforma a la Ley de Pensiones del Magisterio.
Fue candidato a Secretario general de la OEA impulsado bajo el gobierno de su copartidario Miguel Ángel Rodríguez pero al no conseguir suficiente respaldo cedió el cargo a Cesar Gaviria.
Calderón manifestó sus aspiraciones como candidato presidencial de cara a los comicios de 2010 cuando aún su juicio estaba pendiente de condena, siendo electo candidato por la Asamblea Nacional del Partido Unidad Social Cristiana. La condena frustró sus aspiraciones y su candidatura fue sustituida por Luis Fishman Zonzinski. En 2013 Calderón le solicita al director del Hospital Nacional de Niños Rodolfo Hernández Gómez que fuera candidato por el PUSC por la tendencia calderonista. Hernández acepta enfrentándose en las primarias socialcristianas con Rodolfo Piza Rocafort de la tendencia Renacer Socialcristiano crítica de Calderón y contrapuesta al calderonismo. Hernández vence, pero finalmente renunciaría acusando desacuerdos con la dirigencia del partido. Tras las elecciones presidenciales de 2014 Calderón renuncia al PUSC y se vincula al recién fundado Partido Republicano Social Cristiano, que se proclama como continuador del calderonismo.

## Escándalo Caja-Fischel, condena en 2009 y confirmación de condena en 2011
Calderón Fournier fue acusado de haber participado en actos de corrupción y tráfico de influencias. De acuerdo con esas acusaciones, Calderón Fournier habría recibido cerca de US $ 440 mil, a cambio de favorecer a diversas empresas vinculadas con la venta de equipo médico a la Caja Costarricense de Seguro Social (CCSS).
El 3 de noviembre de 2008 empezó el juicio en contra del expresidente. Calderón fue condenado a cinco años de prisión el 5 de octubre de 2009.  Como consecuencia del fallo, Calderón renunció a presentarse como candidato a las elecciones de febrero de 2010. Su esposa,  Gloria Bejarano Almada fue elegida diputada por la provincia de San José, en las elecciones de 2010. Calderón Fournier apeló el fallo de octubre del 2009 ante la llamada Sala III. El 11 de mayo de 2011, los magistrados de la Sala III ratificaron la culpabilidad de Calderón Fournier en el escándalo Caja-Fischel. Sin embargo, los jueces recalificaron el delito y redujeron la pena impuesta de cinco a tres años de cárcel. Dado que en Costa Rica existe ejecución condicional de la pena cuando ésta es menor a tres años (se requiere cita), la decisión de la Sala III libró a Calderón de ir a prisión. Los magistrados de la Sala III revocaron asimismo la prohibición a Calderón Fournier de ejercer cargos públicos, impuesta en la condena del 2009. Los mismos beneficios de la apelación se extendieron a otros cinco imputados en el denominado caso Caja- Fischel: Eliseo Vargas, Gerardo Bolaños y Juan Carlos Sánchez Arguedas, exfuncionarios de la Caja Costarricense del Seguro Social y Walter Reiche Fischel y Marvin Barrantes, quienes ocupaban cargos gerenciales en la Compañía Fischel. La esposa de Calderón Fournier, Gloria Bejarano Almada, quien fue diputada del Partido Unidad Social Cristiana e integrante del Directorio de la Asamblea Legislativa fue condenada a pagar US $ 79,000 al Estado por percibir un beneficio en las acciones por las que se condenó a su marido.
| Precedido por: Longino Soto Pacheco 1970-1974 | Diputado de la Asamblea Legislativa de Costa Rica (11º puesto por San José) 1974-1978 | Sucedido por: Marta Chinchilla Orozco 1978-1982 |

| Precedido por: Óscar Arias Sánchez 1986-1990 | 41.º Presidente de Costa Rica 1990-1994 | Sucedido por: José María Figueres 1994-1998 |